# Schloss Gripsholm

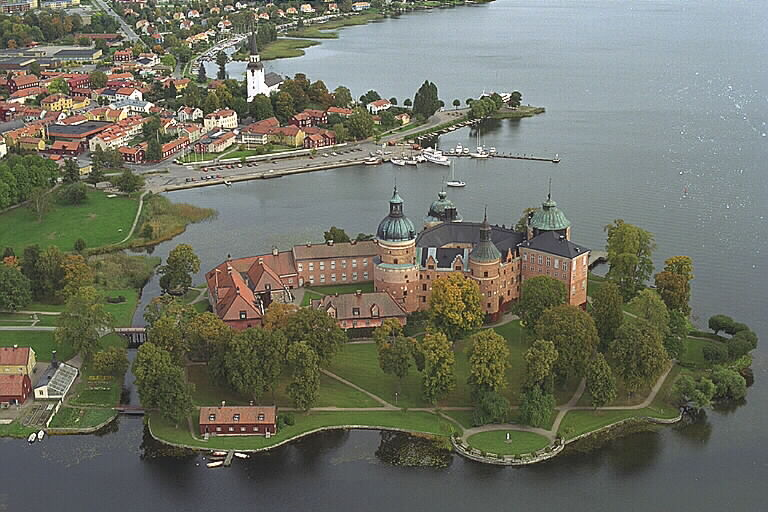
Schloss Gripsholm

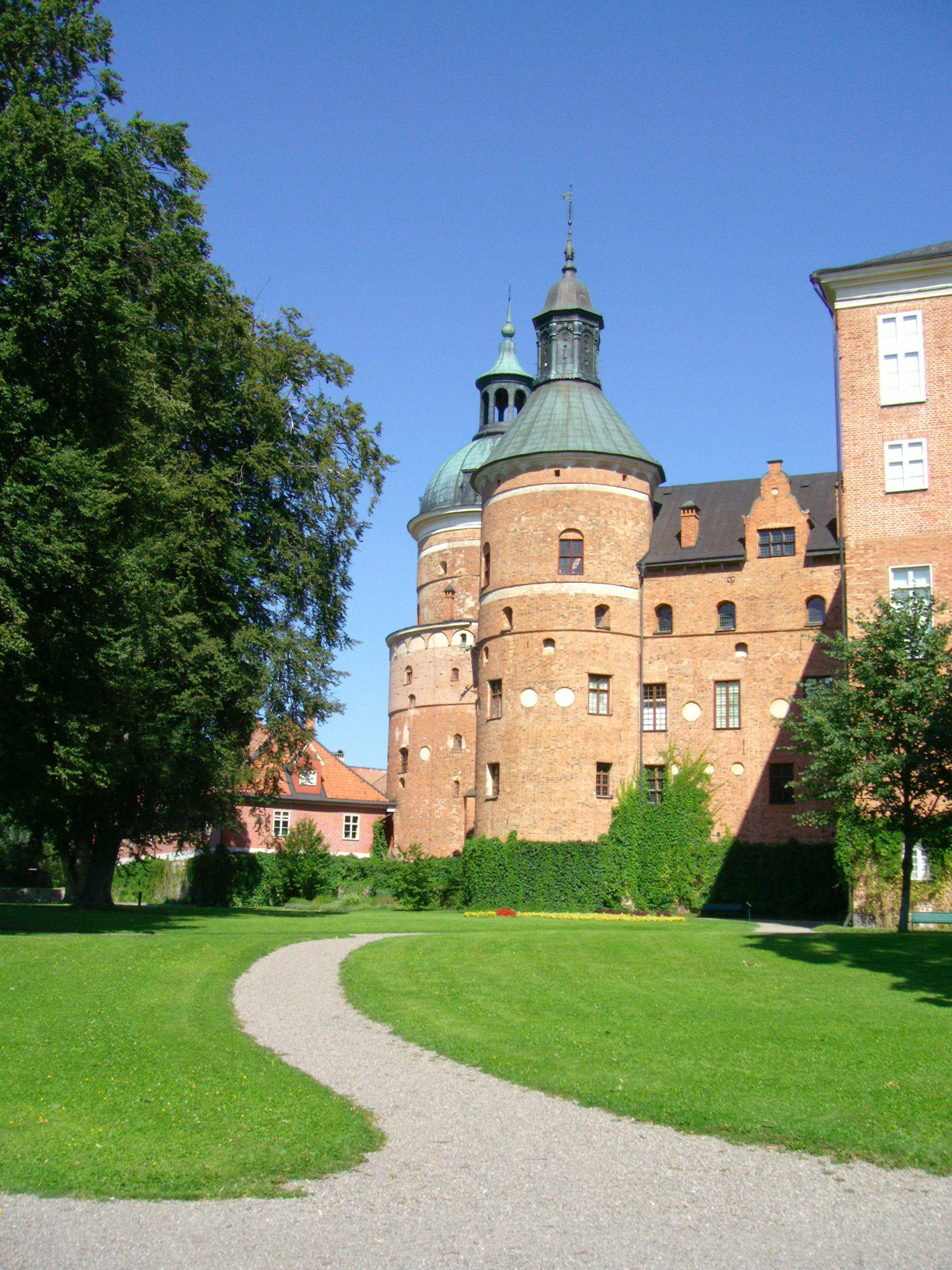
Turm von Schloss Gripsholm

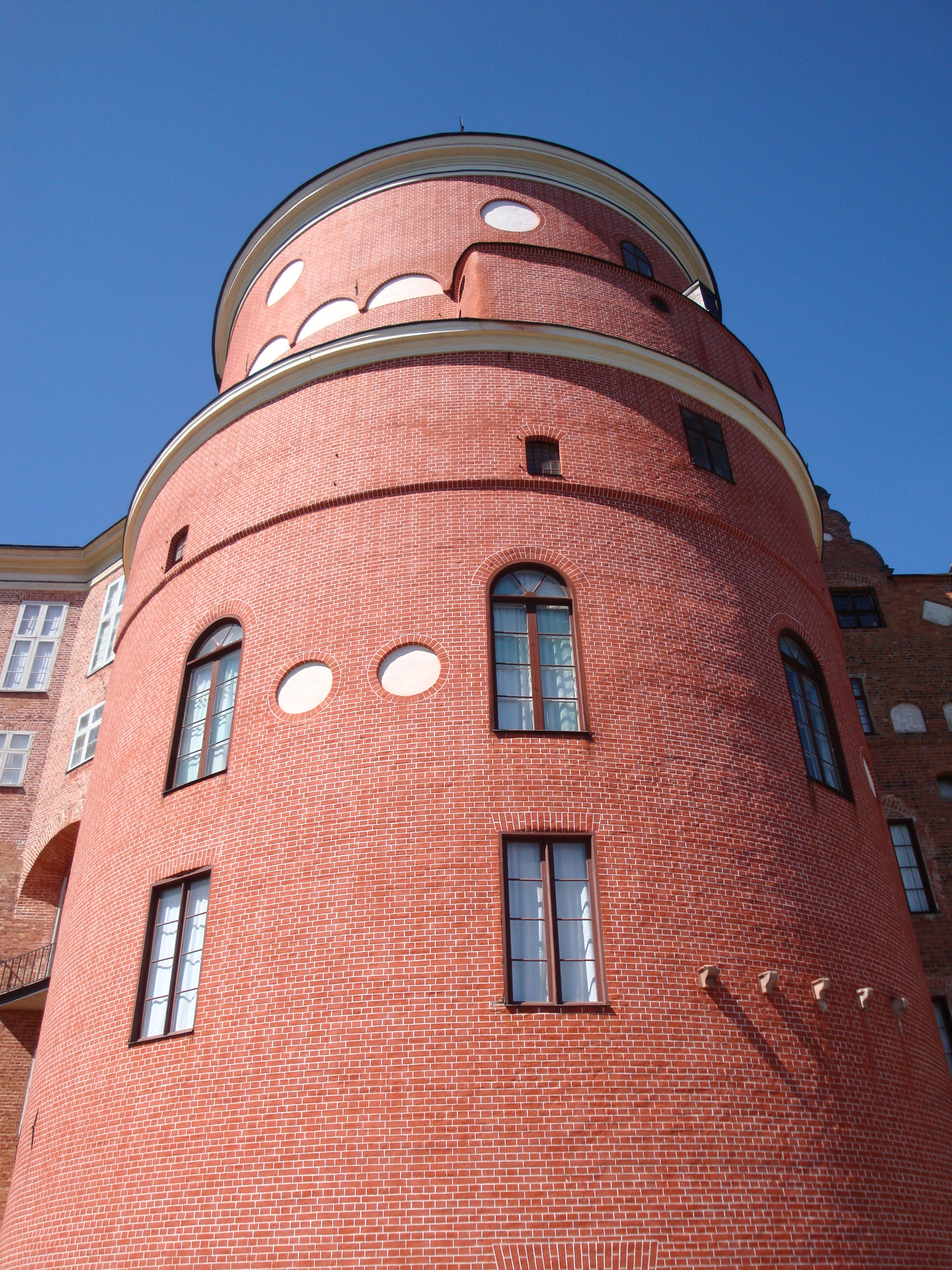
Turm mit handgemalter Ziegelstruktur

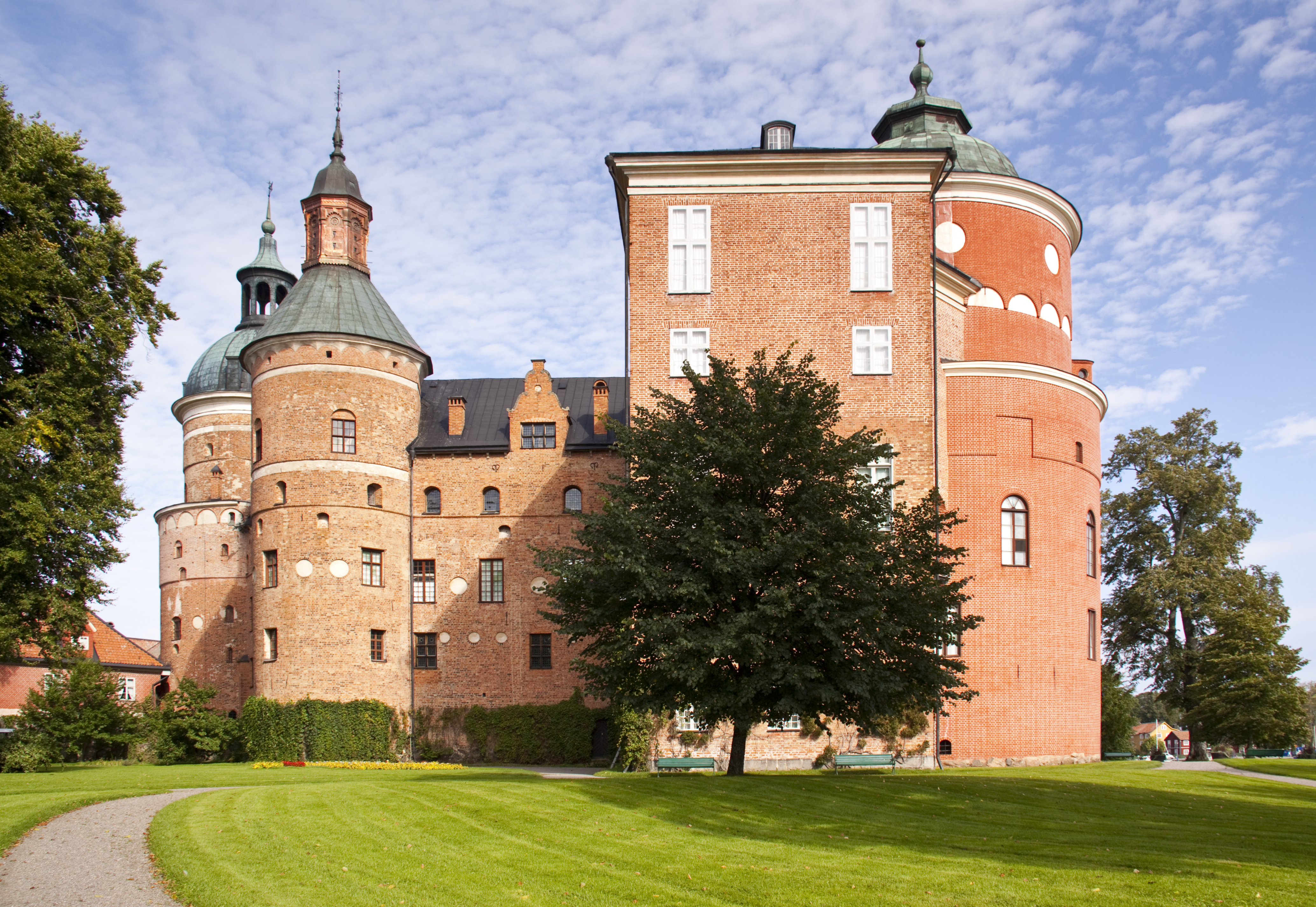
Parkseite

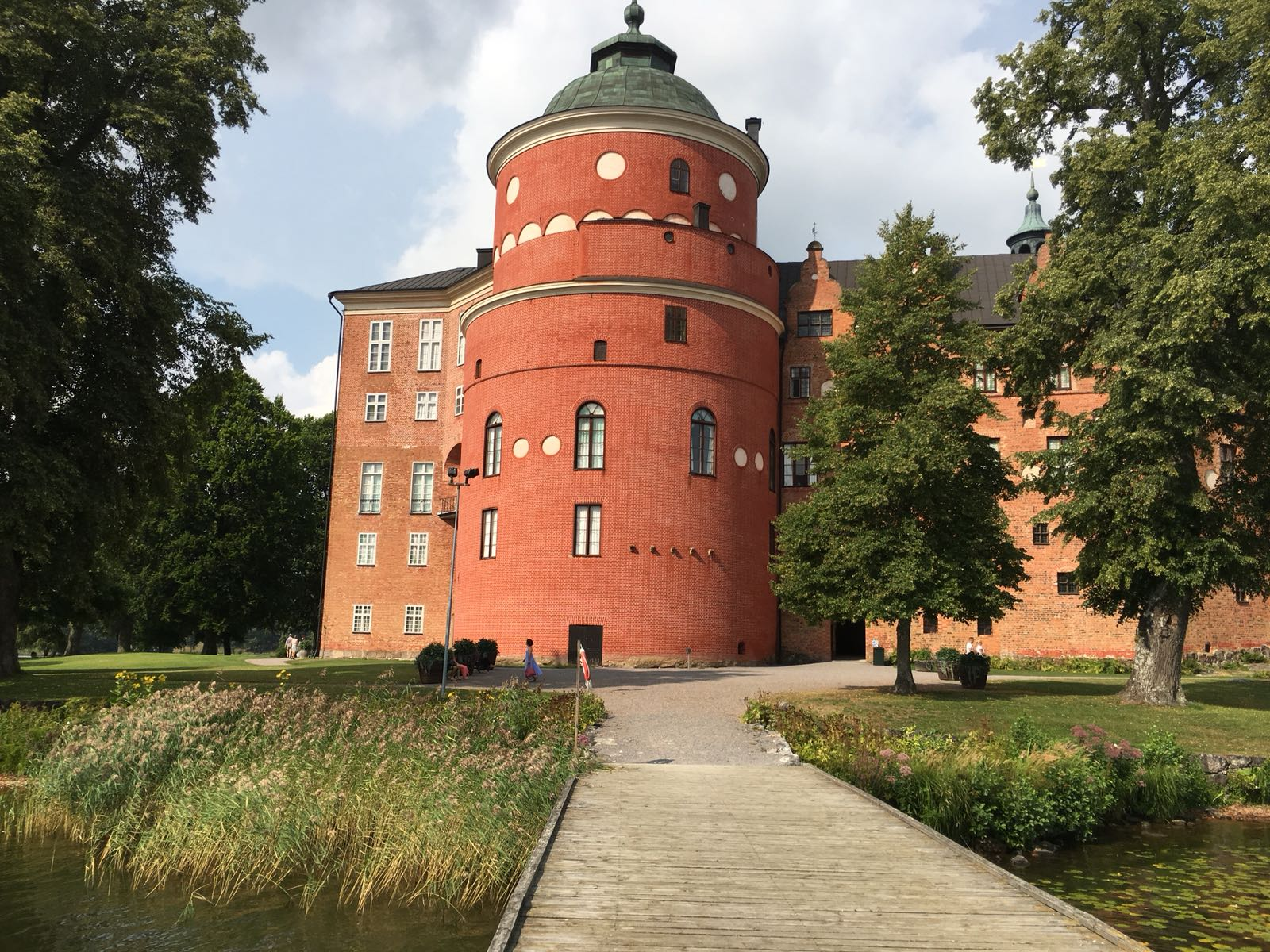
Ansicht von Westen

Das burgähnliche Schloss Gripsholm am See Mälaren im schwedischen Mariefred in der Gemeinde Strängnäs wurde 1537 von Gustav I. Wasa erbaut – an der Stelle einer Burg aus dem Jahr 1380. Im Schloss ist heute die Staatliche Porträtsammlung mit einer der umfangreichsten Sammlungen von Porträtzeichnungen untergebracht. Sie umfasst mehr als 2000 Gemälde. Das Schloss ist seit 1935 als Byggnadsminne registriert und auch schwedisches Reichsinteresse.
Im deutschen Sprachraum wurde es vor allem durch Kurt Tucholskys Roman Schloß Gripsholm bekannt.

## Geschichte
Gripsholm wurde 1383 als Burg vom schwedischen Reichsrat und Großgrundbesitzer, dem Truchsess Bo Jonsson aus dem Adelsgeschlecht der Grip, gebaut. Er hatte einige Güter in der Gegend um Mariefred erworben und ließ daraufhin eine Burg in strategisch günstiger Lage auf einer kleinen Insel (schwedisch holme) erbauen. Die Burg wurde auf dem Grund des Hofguts Näsby errichtet, nachdem Jonsson dieses 1379 gekauft hatte. 1381 wurde die Burg, vermutlich die Vorgängerin, zum ersten Mal urkundlich erwähnt.
Nach dem Tod Jonssons im Jahre 1386 erwarb die dänische Königin Margarethe I. zwischen 1402 und 1404 von seinen Nachfahren die Burg und überließ sie samt Ländereien zwischen 1423 und 1446 Graf Hans von Ewersten als Pfand. Ewersten setzte einen Vogt, den Deutschen Hartvig Flögh, ein, um die umliegenden Güter zu verwalten. 1434 zündete Flögh die Burg allerdings an, nachdem die Nachricht eines Bauernaufstandes im Zuge des Engelbrekt-Aufstandes die Runde machte. Nach dem Brand wurden die Holzbauten der Burg wieder aufgebaut und die Burg blieb noch bis 1472 im Besitz der Krone.
Danach erwarb Sten Sture der Ältere die Burg, baute sie aus und befestigte sie zusätzlich. 20 Jahre später, 1498, schenkte er sie dann dem nahen Kloster, der Kartause Marienfred, das er fünf Jahre zuvor gestiftet hatte. Dieses Kloster war sowohl das letzte, das gestiftet wurde, als auch das erste, das 1525 wieder von der Krone eingezogen wurde.
In diesem Jahr beschloss Gustav I. Wasa die Verlegung seines ständigen Wohnsitzes nach Gripsholm und ließ aus diesem Grund das Schloss ausbauen, aber auch zur Festung aufrüsten. Die bedeutendste Maßnahme war der Anbau der vier mächtigen Türme, deren Außenmauern bis zu 4 m dick sind. Gustav selbst bewohnte einen der Türme. Ein Teil der alten Mauern ist heute noch in der Vorburg zu finden.
Die ersten Arbeiten am Schlosskomplex waren 1544 beendet und wurden von Henrik von Cöllen und Fredrik Nussdorffer geleitet. Der aus Nürnberg stammende Friedrich Nußdörfer hatte
zuvor 1532 in Königsberg das Albrechtstor, ein Torhaus über der nordöstlichen Burgeinfahrt des dortigen Schlosses, errichtet. Aus Mangel an Baumaterial ließ Gustav das Kloster Vårfruberga, das in der gleichen Gemeinde lag, einreißen. Nach seinem Tod wurde der Schlossbau mit langen Unterbrechungen von Erik XIV. weitergeführt. Als Verteidigungsburg war das Schloss schon für die damalige Zeit ungeeignet, dagegen wurde es sporadisch als Gefängnis genutzt.
Erik ließ dort seinen Bruder Johann III. von 1563 bis 1567 mitsamt seiner Frau Katharina Jagiellonica festsetzen. Aus diesem Grund sind auch deren beide ersten Kinder dort geboren. Im Jahre 1571 wiederum setzte Johann seinen abgesetzten Bruder Erik mit Familie auf dem Schloss fest. Am 13. Juni 1573 wurde Erik von Gustav Wasas Sohn Karl, dem späteren König Karl IX., offiziell wegen notwendiger Deckenreparaturen aus der Gefangenschaft geholt. Zeitweise saßen bis zu 35 Staatsgefangene auf Gripsholm im Gefängnis oder Arrest.
Von 1592 bis 1600 wurden unter Karl der Reichssaal gebaut und die Burggebäude umgestaltet. Von 1632 bis 1640 lebte Maria Eleonora von Brandenburg, die Königinwitwe Gustav Adolfs, im Schloss. 1690 wurde der Königinnenflügel errichtet. 1773 wurde das Schloss durch König Gustav III. umgestaltet und ein erstes Theater durch Carl Frederik Adelcrantz gebaut. Es wurde von Erik Palmstedt bereits 1781 bis 1783 neu gebaut.
Die letzten großen Restaurierungen und Umbauten fanden unter Fredrik Lilljekvist in den 1890er Jahren statt. Damals versuchte man, alle Veränderungen ab etwa dem Jahr 1600 rückgängig zu machen, konnte aber nach heftigen Protesten (u. a. von Verner von Heidenstam) die größten Veränderungen und Abrisse nicht durchführen. Als größte Veränderung kann die völlige Erneuerung des dritten Obergeschosses gesehen werden. Im inneren Burghof wurden die alten Malereien entfernt und durch neues Renaissancedekor ersetzt. Die Debatte um diese Restaurierung bedeutete das Ende der historisierenden Phase der schwedischen Kulturdenkmalpflege, der schon u. a. die Dome in Lund und Uppsala zum Opfer gefallen waren.

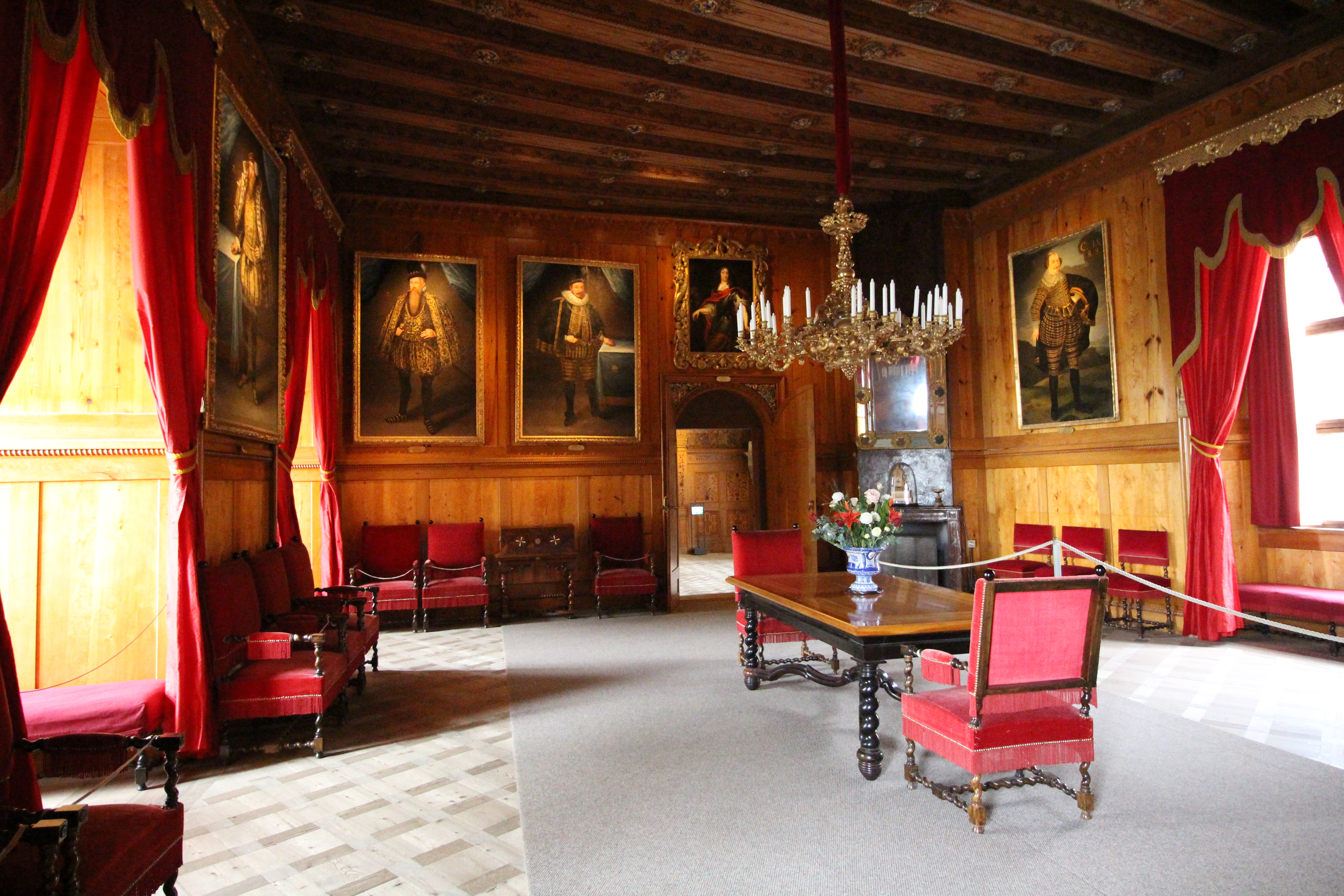
Innenräume
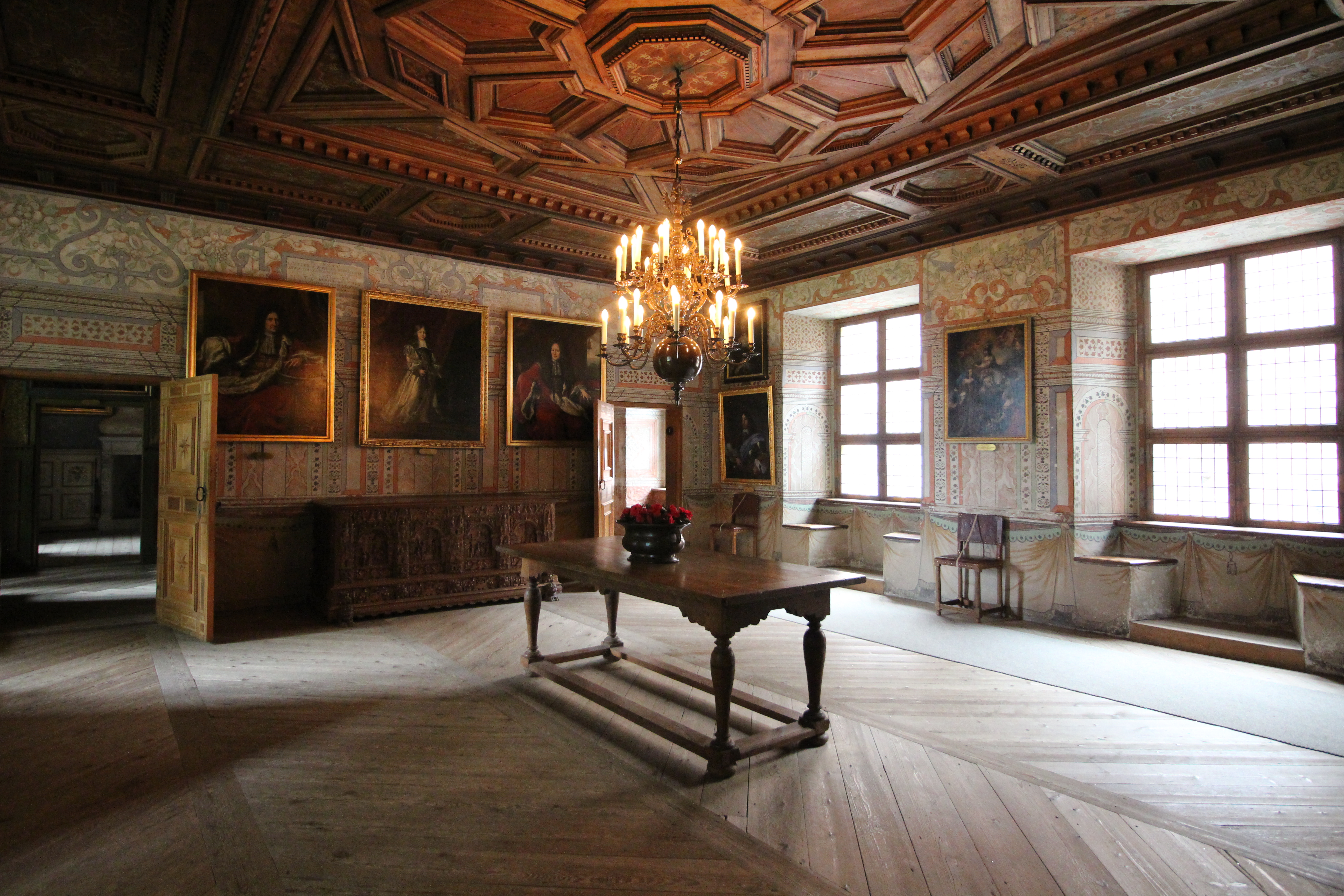
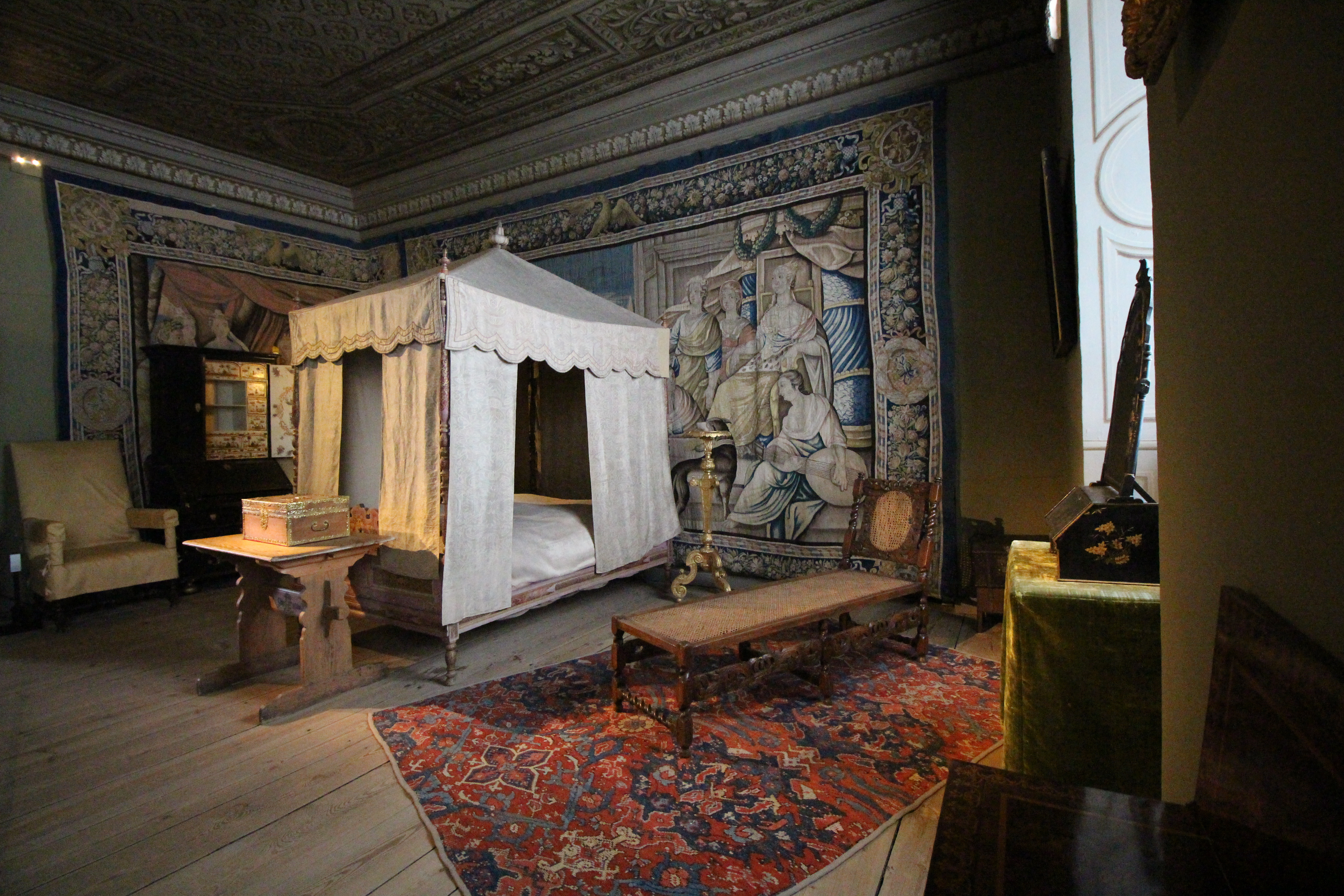
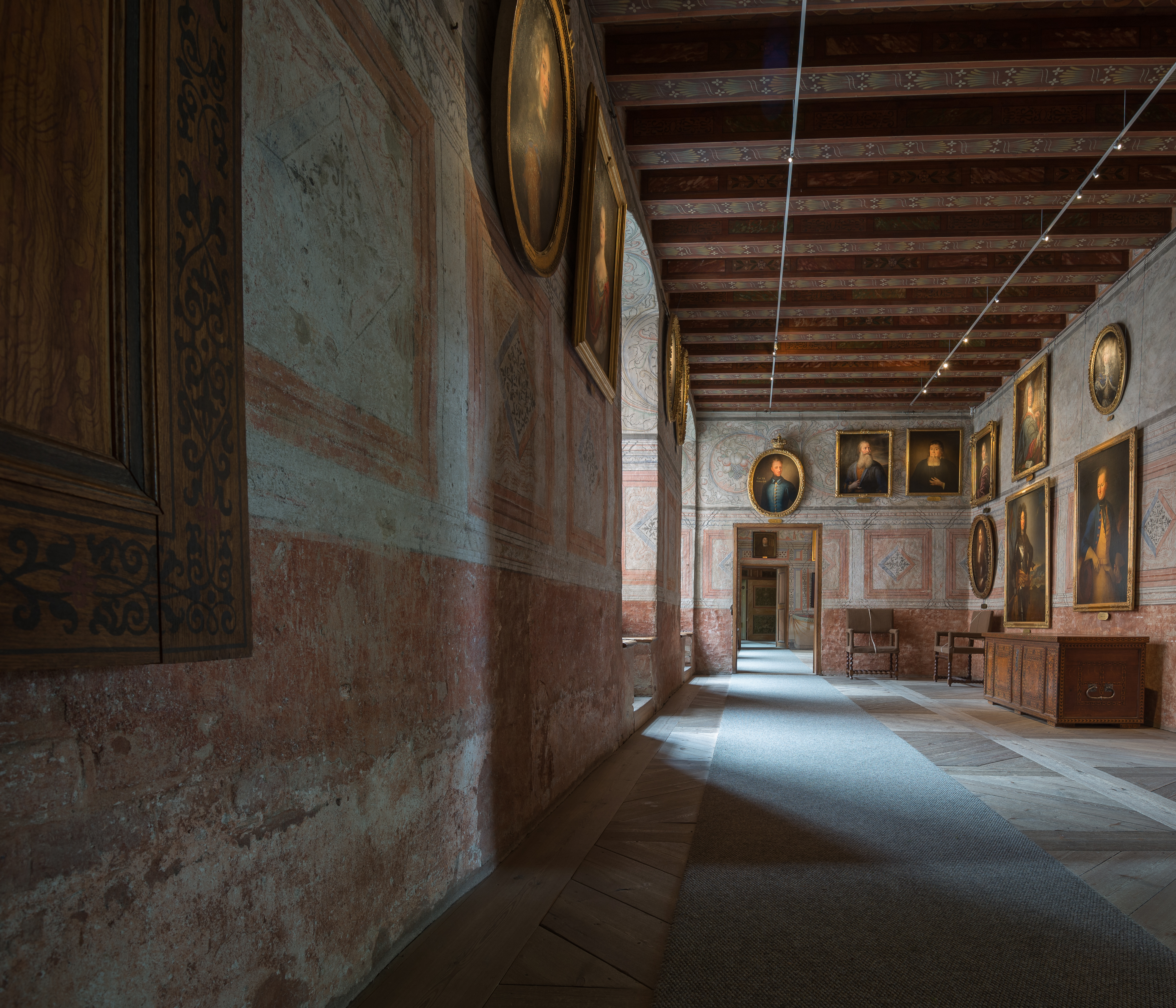
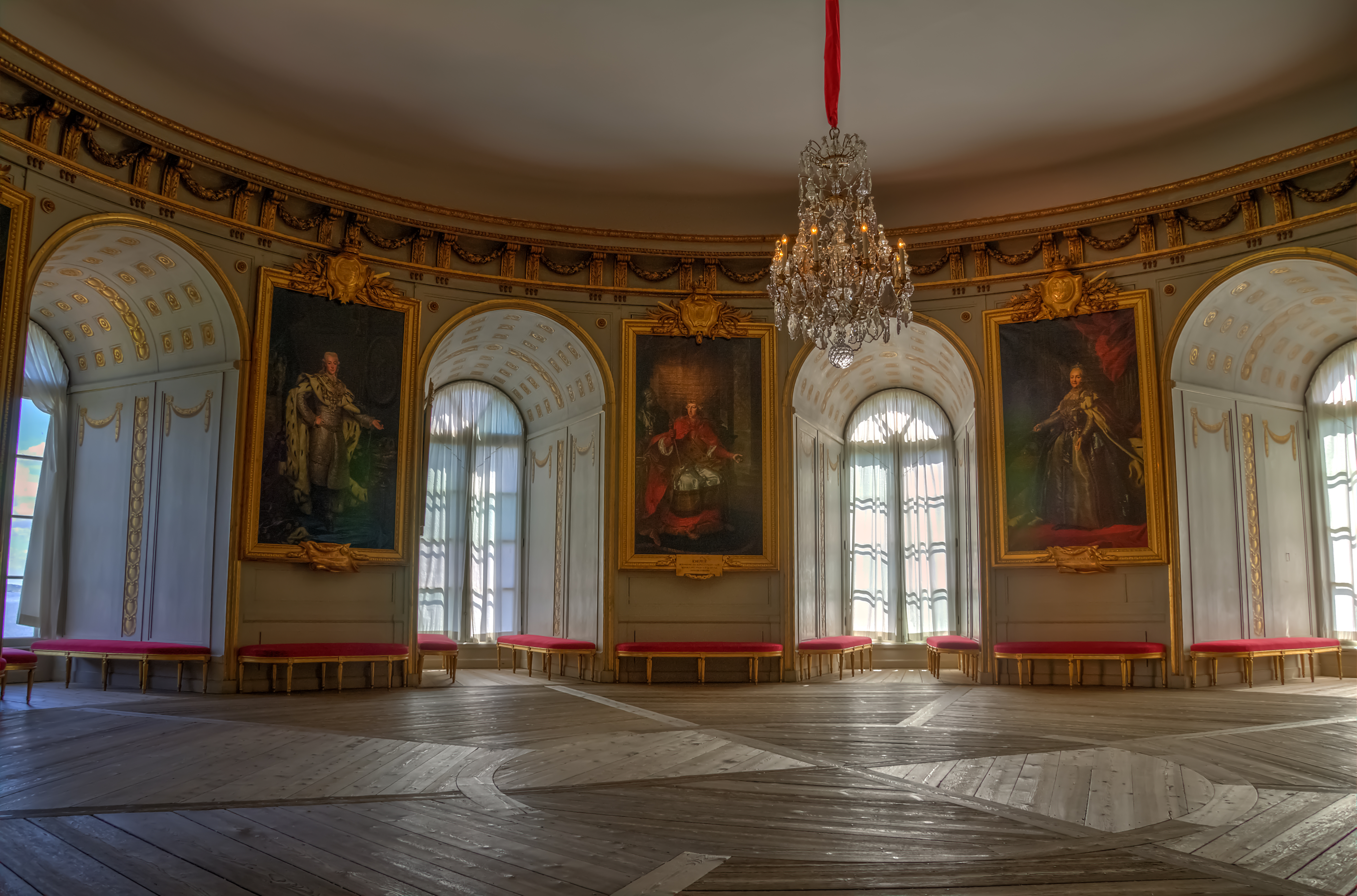

## Exponate des Prager Kunstraubes
Zahlreiche Exponate kamen in Folge des Prager Kunstraubes nach Schloss Gripsholm.

## Weitere königliche Schlösser
Schloss Gripsholm ist bis heute eines der neun offiziellen Königsschlösser Schwedens, die alle zumindest teilweise zu besichtigen sind: Das Stockholmer Schloss (Amtssitz des Königs), Schloss Drottningholm (Wohnsitz des Königs), Schloss Rosendal, Schloss Rosersberg, Schloss Strömsholm, Schloss Tullgarn, Schloss Ulriksdal, der Hagapark (Schloss Haga ist Wohnsitz der Kronprinzessin) sowie der Park der königlichen Sommervilla Solliden, die in der Nähe des nur noch als Ruine erhaltenen Schlosses Borgholm errichtet wurde.

## Runensteine

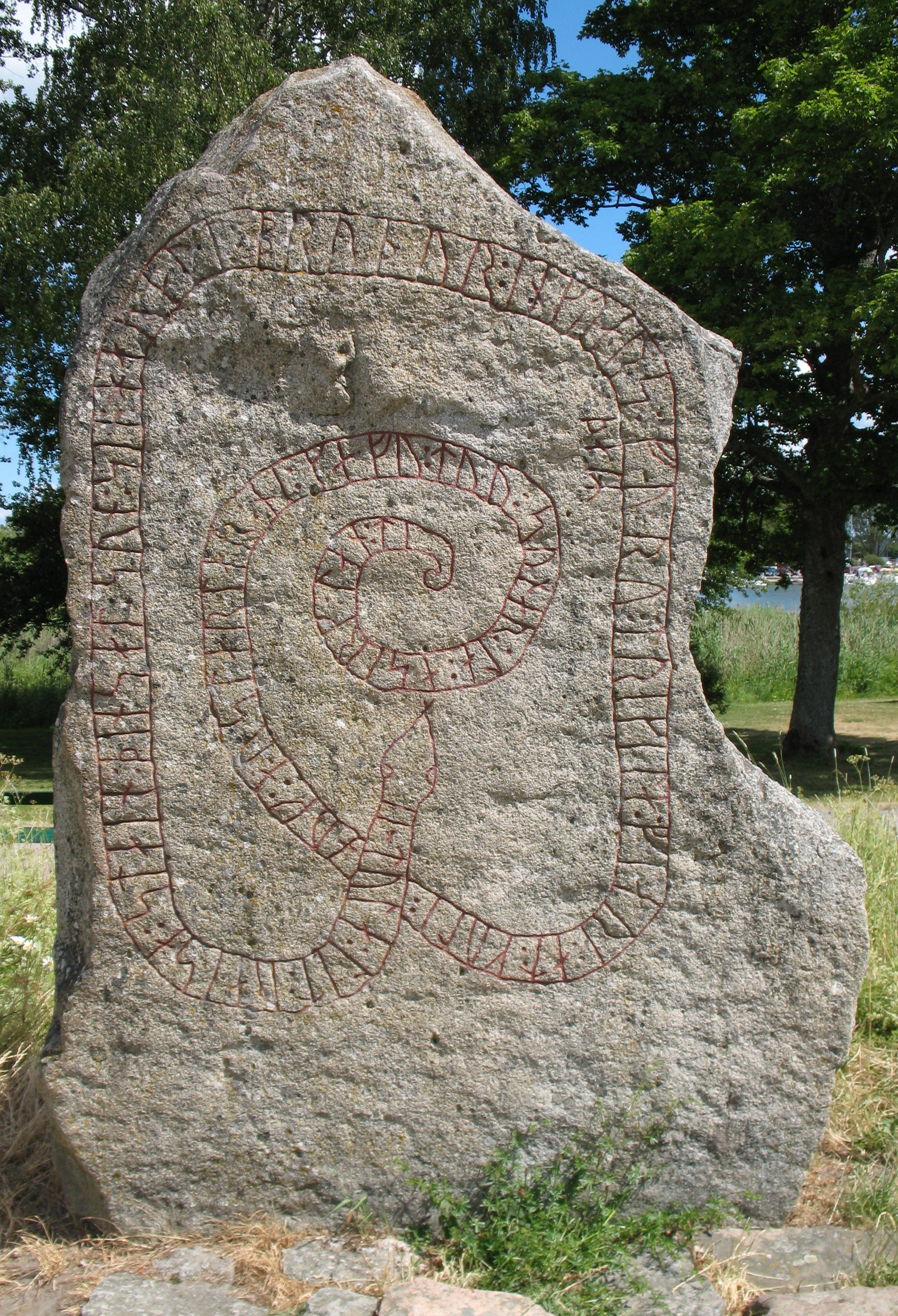
Runenstein Sö 179 von Gripsholm im Runensteinstil Fp

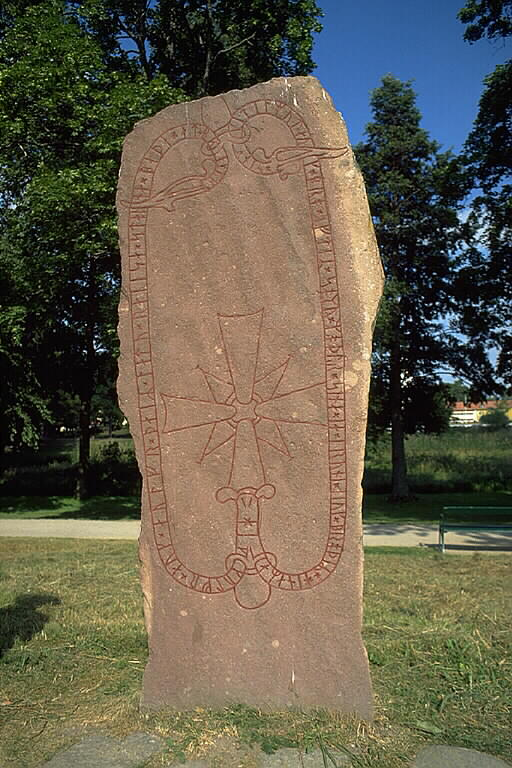
Runenstein Sö 178 von Gripsholm im „Kreuzbandstil“

Die Runensteine von Gripsholm (Sö 179 und Sö 178) befinden sich neben der Auffahrt zum Schloss Gripsholm.
Der im Runensteinstil Fp erstellte Runenstein Sö 179 aus Granit ist einer der 26 Ingvar-Runensteine. Seine Höhe beträgt etwa 2,0 m, seine Breite 1,0 m. Der ursprüngliche Standort ist unbekannt. Er wurde in den frühen 1820er Jahren entdeckt und bildete dann die Schwelle des Kellers des Ostturms des Schlosses. Er befand sich unter beiden Seitenwänden der Tür und war mit Teer bedeckt, was darauf hindeutet, dass er Teil einer anderen Konstruktion war, bevor er als Baumaterial für die Burg verwendet wurde. Es dauerte bis 1930, als der Stein aus der Burg geholt und vollständig gelesen werden konnte.
Die Inschrift lautet:
„Tóla ließ diesen Stein in Erinnerung an ihren Sohn Haraldr, Ingvarrs Bruder, erheben. Sie reisten tapfer weit, um Gold zu holen, und gaben dem Adler im Osten (Nahrung). (Sie) starben im Süden in Serkland.“
Die Inschrift besagt, dass er in Erinnerung an Haraldr, den Bruder Ingvars, errichtet wurde, der vermutlich mit Ingvar am Kaspischen Meer gestorben ist. Diskutiert wurde, warum der Runenstein nur nach Haraldr und nicht auch nach Ingvar errichtet wurde. Die gängige Erklärung ist, dass Tóla nur Haralds Mutter war und die Männer Halbbrüder waren. Es ist auch möglich, dass es ursprünglich zwei Steine gab, von denen der heute nicht mehr vorhandene an Ingvar erinnerte. Eine dritte Möglichkeit ist, dass sich "Bruder" auf Waffenbruder, Blutsbruder oder ähnliches bezieht. Diese Wortverwendung erscheint auf einem der Runensteine von Hällestad in Schonen.
Die zweite Hälfte der Inschrift ist in alliterativen Versen der Form Fornyrðislag geschrieben. Der Ausdruck „um den Adler zu füttern“ ist eine Kenning, der "Feinde töten" bedeutet.
Der Stein Sö 178 (Kärnbo 33:2) stammt aus dem 11. Jahrhundert. Der Text lautet:
"Hälgulv (?) und Öulv de läto setzten beide die Steine nach seinem Bruder Kätilmund und giorde bro nach Soma, seiner Mutter. Aber Brune (?), Ihr Bruder, schlug (die Runen)."